# Penvhyn Llewellyn Neville
Penvhyn Llewellyn Neville (Swansea, 22 gennaio 1872 – ...) è stato un calciatore gallese, socio fondatore del Milan.

## Carriera
Si trasferì in Lombardia, dove diffuse la pratica del nuovo sport del calcio. Giocò fra i rossoneri come attaccante per due stagioni, nella seconda delle quali partecipò alla vittoria dello scudetto disputando la semifinale contro la Juventus.
In seguito fece ancora parlare di sé dedicandosi al tennis.

## Palmarès

### Calciatore

#### Club

##### Competizioni nazionali
- Campionato italiano: 1

Milan: 1901

##### Altre Competizioni
- Medaglia del Re: 2

Milan: 1900, 1901